# Équipe de Tanzanie de football à la Coupe d'Afrique des nations 2023
L’équipe de Tanzanie de football participe à la coupe d'Afrique des nations 2023 organisée en Côte d'Ivoire du 13 janvier au 11 février 2024. Il s'agit de la troisième participation des Taïfas Stars entraînés par Adel Amrouche, remplacé par Hemed Morocco en cours de compétition. Ils sont éliminés au premier tour après une défaite et deux matchs nuls.

## Qualifications
La Tanzanie est placée dans le groupe F des qualifications qui se déroulent de juin 2022 à septembre 2023. Elle obtient sa qualification lors de la dernière journée.
| Rang | Équipe   | Pts | J | G | N | P | Bp | Bc | Diff |  | Résultats (▼ dom., ► ext.) |     |     |     |     |
| ---- | -------- | --- | - | - | - | - | -- | -- | ---- |  | -------------------------- | --- | --- | --- | --- |
| 1    | Algérie  | 16  | 6 | 5 | 1 | 0 | 9  | 2  | +7   |  | Algérie                    |     | 0-0 | 2-0 | 2-1 |
| 2    | Tanzanie | 8   | 6 | 2 | 2 | 2 | 3  | 4  | -1   |  | Tanzanie                   | 0-2 |     | 0-1 | 1-0 |
| 3    | Ouganda  | 7   | 6 | 1 | 1 | 3 | 5  | 6  | -1   |  | Ouganda                    | 1-2 | 0-1 |     | 1-1 |
| 4    | Niger    | 2   | 6 | 0 | 2 | 4 | 3  | 8  | -5   |  | Niger                      | 0-1 | 1-1 | 0-2 |     |

### Résultats
| 1re journée             | Niger       | 1 - 1   | Tanzanie                                       |                                                                                  |                                                                                  |
| 4 juin 2022 17:00 UTC+1 | Sosah 26e   | (1 - 1) | 1re Mpole                                      | Stade de l’Amitié Général Mathieu Kérékou, Cotonou Arbitrage : Komlanvi Aklassou | Stade de l’Amitié Général Mathieu Kérékou, Cotonou Arbitrage : Komlanvi Aklassou |
| 4 juin 2022 17:00 UTC+1 | Oumarou 56e |         | 9e Mnoga · 60e Manula (en) · 72e Husseini (en) | Stade de l’Amitié Général Mathieu Kérékou, Cotonou Arbitrage : Komlanvi Aklassou | Stade de l’Amitié Général Mathieu Kérékou, Cotonou Arbitrage : Komlanvi Aklassou |

| 2e journée              | Tanzanie                         | 0 - 2   | Algérie                             |                                                                          |                                                                          |
| 8 juin 2022 16:00 UTC+3 |                                  | (0 - 1) | 45+2e Bensebaini · 89e Amoura       | Benjamin Mkapa National Stadium, Dar es Salam Arbitrage : Mahmood Ismail | Benjamin Mkapa National Stadium, Dar es Salam Arbitrage : Mahmood Ismail |
| 8 juin 2022 16:00 UTC+3 | Miroshi 55e · Mwamnyeto (en) 66e |         | 3e Slimani · 82e Amoura · 87e Touba | Benjamin Mkapa National Stadium, Dar es Salam Arbitrage : Mahmood Ismail | Benjamin Mkapa National Stadium, Dar es Salam Arbitrage : Mahmood Ismail |

| 3e journée               | Ouganda                      | 0 - 1   | Tanzanie            |                                                                  |                                                                  |
| 24 mars 2023 16:00 UTC+2 |                              | (0 - 0) | 68e Msuva           | Suez Canal Stadium, Ismaïlia Arbitrage : Ahmad Imtehaz Heeralall | Suez Canal Stadium, Ismaïlia Arbitrage : Ahmad Imtehaz Heeralall |
| 24 mars 2023 16:00 UTC+2 | Kayondo 38e · Mugulusi 90+3e |         | 84e Mao · 89e Nondo | Suez Canal Stadium, Ismaïlia Arbitrage : Ahmad Imtehaz Heeralall | Suez Canal Stadium, Ismaïlia Arbitrage : Ahmad Imtehaz Heeralall |

| 4e journée               | Tanzanie    | 0 - 1   | Ouganda    |                                                                                  |                                                                                  |
| 28 mars 2023 20:00 UTC+3 |             | (0 - 0) | 90+1e Mato | Benjamin Mkapa National Stadium, Dar es Salam Arbitrage : Ibrahim Kalilou Traore | Benjamin Mkapa National Stadium, Dar es Salam Arbitrage : Ibrahim Kalilou Traore |
| 28 mars 2023 20:00 UTC+3 | Selemba 54e |         |            | Benjamin Mkapa National Stadium, Dar es Salam Arbitrage : Ibrahim Kalilou Traore | Benjamin Mkapa National Stadium, Dar es Salam Arbitrage : Ibrahim Kalilou Traore |

| 5e journée               | Tanzanie        | 1 - 0   | Niger |                                                                           |                                                                           |
| 18 juin 2023 16:00 UTC+3 | Msuva 69e       | (0 - 0) |       | Benjamin Mkapa National Stadium, Dar es Salam Arbitrage : Mohamed Al Sayd | Benjamin Mkapa National Stadium, Dar es Salam Arbitrage : Mohamed Al Sayd |
| 18 juin 2023 16:00 UTC+3 | Kakolanya 90+1e |         |       | Benjamin Mkapa National Stadium, Dar es Salam Arbitrage : Mohamed Al Sayd | Benjamin Mkapa National Stadium, Dar es Salam Arbitrage : Mohamed Al Sayd |

| 6e journée                   | Algérie | 0 - 0   | Tanzanie |                                                                     |                                                                     |
| 7 septembre 2023 20:00 UTC+1 |         | (0 - 0) |          | Stade du 19-Mai-1956, Annaba Arbitrage : Djindo Louis Houngnandande | Stade du 19-Mai-1956, Annaba Arbitrage : Djindo Louis Houngnandande |

### Statistiques

#### Buteurs
| Buts | Joueurs      |
| ---- | ------------ |
| 2    | Simon Msuva  |
| 1    | George Mpole |

## Compétition

### Tirage au sort
Le tirage au sort de la CAN 2023 est effectué le 12 octobre 2023 au Parc des expositions d’Abidjan. La Tanzanie, 122e nation au classement FIFA, est placée dans le chapeau 4. Le tirage place les Taifas Stars dans le groupe F, avec le Maroc (chapeau 1, 13e au classement FIFA), la RD Congo (chapeau 2, 64e) et la Zambie (chapeau 3, 82e).

### Phase de poules
La Tanzanie s'incline lourdement face au Maroc pour son premier match (3-0). Peu avant la rencontre, le sélectionneur Adel Amrouche avait déclaré que le Maroc gérait le football africain et choisissait ses arbitres. Il est entendu par la commission de discipline de la CAF le lendemain de la rencontre et écope d'une suspension de huit matchs. Il est ensuite limogé par la fédération tanzanienne, qui s'était désolidarisée de ces propos, et remplacé par son adjoint Hemed Morocco.
| Rang | Équipe   | Pts | J | G | N | P | Bp | Bc | Diff |
| ---- | -------- | --- | - | - | - | - | -- | -- | ---- |
| 1    | Maroc    | 7   | 3 | 2 | 1 | 0 | 5  | 1  | +4   |
| 2    | RD Congo | 3   | 3 | 0 | 3 | 0 | 2  | 2  | 0    |
| 3    | Zambie   | 2   | 3 | 0 | 2 | 1 | 2  | 3  | -1   |
| 4    | Tanzanie | 2   | 3 | 0 | 2 | 1 | 1  | 4  | -3   |

| 1re journée           | Maroc                                  | 3 - 0   | Tanzanie                                                   | Stade Laurent Pokou, San-Pédro    |                                   |
| 17 janvier 2024 17h00 | Saïss 30e · Ounahi 77e · En-Nesyri 80e | (1 - 0) |                                                            | Arbitrage : Alhadj Allaou Mahamat | Arbitrage : Alhadj Allaou Mahamat |
| 17 janvier 2024 17h00 | Saïss 52e · Chibi 61e                  |         | 22e Mao · 32e, 70e Miroshi · 61e M'Mombwa · 90+6e Husseini | Arbitrage : Alhadj Allaou Mahamat | Arbitrage : Alhadj Allaou Mahamat |

| 2e journée            | Zambie                     | 1 - 1   | Tanzanie  | Stade Laurent Pokou, San-Pédro  |                                 |
| 21 janvier 2024 17h00 | Daka 88e                   | (0 - 1) | 11e Msuva | Arbitrage : Louis Houngnandande | Arbitrage : Louis Houngnandande |
| 21 janvier 2024 17h00 | Kabwe 33e, 44e · Banda 45e | Rapport |           | Arbitrage : Louis Houngnandande | Arbitrage : Louis Houngnandande |

| 3e journée            | Tanzanie | 0 - 0   | RD Congo  | Stade Amadou Gon Coulibaly, Korhogo |                       |
| 24 janvier 2024 20h00 |          | (0 - 0) |           | Arbitrage : Amin Omar               | Arbitrage : Amin Omar |
| 24 janvier 2024 20h00 |          | Rapport | 9e Pickel | Arbitrage : Amin Omar               | Arbitrage : Amin Omar |

### Statistiques

#### Buteurs
| Buts | Joueurs     | Adversaires |
| ---- | ----------- | ----------- |
| 1    | Simon Msuva | Zambie      |